# جياني فونتانا
جياني فونتانا هو سياسي إيطالي، ولد في 1 أبريل 1944 في فيرونا في إيطاليا. نشط حزبياً في الحزب الديمقراطي المسيحي الإيطالي. وقد انتخب عضو مجلس الشيوخ الإيطالي ‏ وانتخب Italian Minister of Agriculture ‏ (28 يونيو 1992 – 21 مارس 1993) وانتخب عضو مجلس النواب في الجمهورية الإيطالية ‏.